# Victor Place

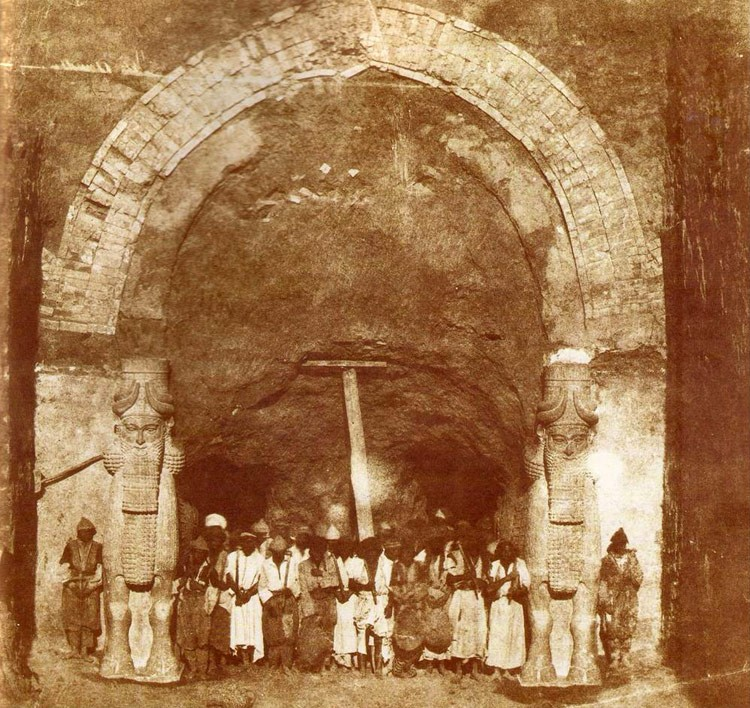
Fotografía de Gabriel Tranchard durante la excavación de Victor Place en Jorsabad en 1853.

Victor Place (Corbeil, 18 de julio de 1818-Tungujei, 10 de enero de 1875) fue un diplomático y arqueólogo francés.

## Biografía

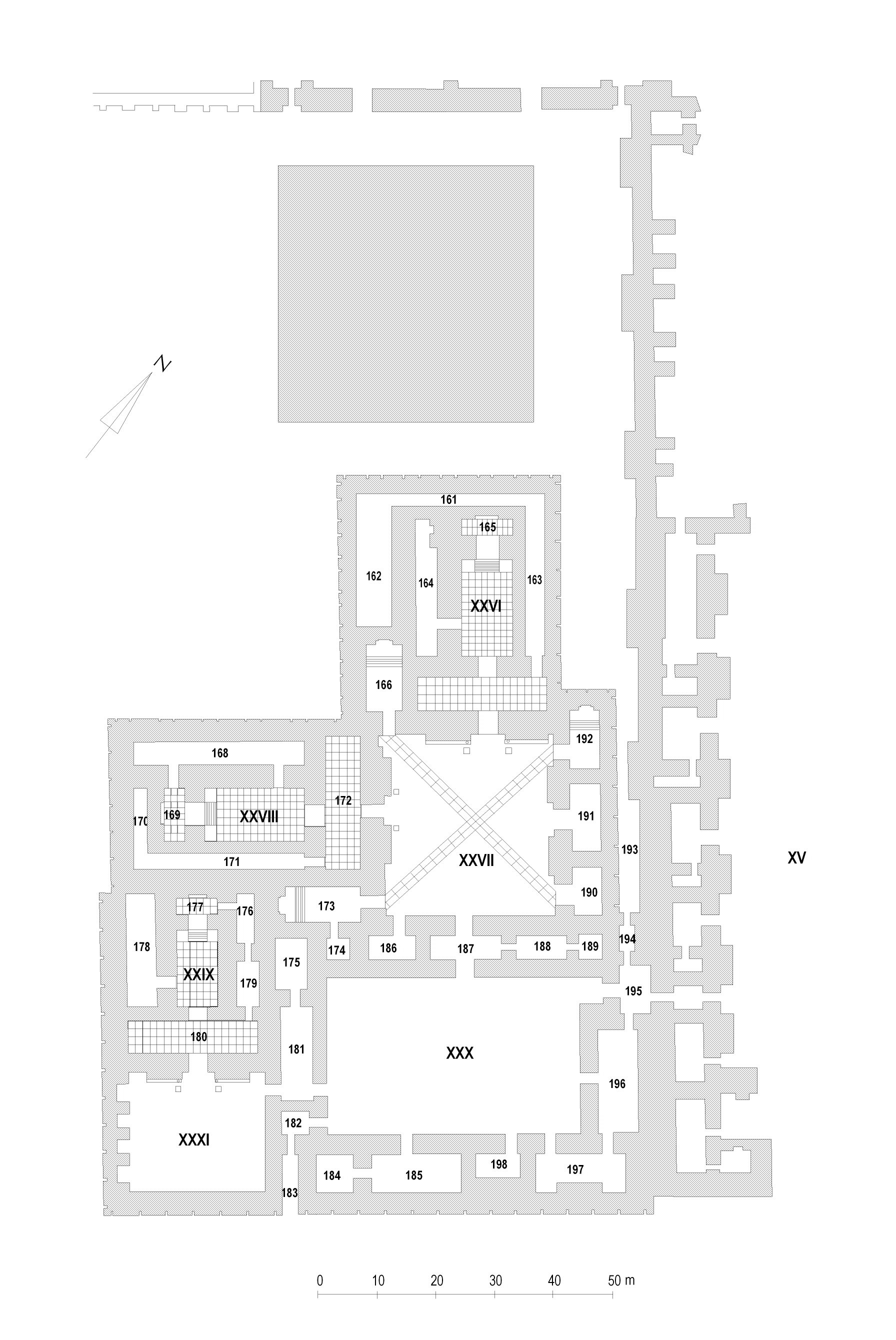
Templos de la terraza palacial de Dur-Sharrukin del plano del llamado harén de Victor Place y Félix Thomas.

Proveniente de una familia burguesa, la quiebra de su padre en 1834 le obligó a financiar él mismo sus estudios. Repetidor en el colegio de la Inmaculada Concepción en Vaugirard, enseñó allí para poder seguir los cursos del Lycée Henri IV y de la escuela de Derecho. Obtuvo su título de abogado en 1839 y luego entró en la carrera consular (1840). En 1851, sucedió a Paul-Émile Botta en el consulado de Mosul y se hizo cargo de las excavaciones de Jorsabad de manera sistemática, con la ayuda de Gabriel Tranchand que tomó numerosas fotografías de las operaciones, el primer uso de la fotografía utilizada científicamente en la arqueología y el pintor Félix Thomas.
Llamado a París en 1854, no pudo organizar el transporte de las antigüedades encontradas que, combinadas con las descubiertas por Fulgence Fresnel y Julius Oppert, se hundirían para siempre en el río Shatt al-Arab en mayo de 1855. Los dibujos y planos de Thomas son las únicas piezas guardadas, junto con las fotografías de Tranchand.
Reclamado en el principado de Moldavia, en Galați y luego en Iași (1855), se trasladó a Edirne en 1862, luego a Calcuta y Nueva York antes de ser llamado a París (1871).
Al regresar gravemente enfermo con los restos de sus dos hijos que murieron en los Estados Unidos, fue despedido y condenado por malversación de fondos antes de ser perdonado. Refugiado en Rumania con su esposa y cuatro hijos (1873), murió allí en la miseria.

## Obras
- Ninive et l'Assyrie, avec des essais de restauration par F. Thomas, 3 vols., 1867-1870.